# فريرن: ما وراء نهاية الرحلة
فريرِن: ما وراء نهاية الرحلة (باليابانية: 葬送のフリーレン) مانغا يابانيّة من تأليف كانيهيتو يامادا ورسم تسوكاسا آبي. تُنشر في مجلة شونن سندي الأسبوعية الصادرة عن شوغاكوكان منذ 28 نيسان/أبريل 2020. اقتبست إلى مسلسل أنمي من إنتاج ستديو مادهاوس واخراج كييتشيرو سايتو عرض الموسم الأول في 29 أيلول/سبتمبر 2023. والموسم الثاني سيعرض في يناير 2026.
بحلول ديسمبر 2023 تخطّى عدد طبعات المانغا أكثر من 17 مليون نسخة. في عام 2021 فازت المانغا بجائزة مانغا تايشو وجائزة أوسامو تيزوكا الثقافية عن فئة المبدع الجديد.

## القصة
تتبع القصة ساحرة خالدة من الإلف فريرن، وهي عضو سابق في مجموعة الابطال الذين هزموا ملك الشياطين وأعادوا السلام إلى المملكة بعد رحلة دامت عشر سنوات. في الماضي، ضمت المجموعة البطولية فريرين، والبطل البشري هيميل، والمحارب القزم آيزن والكاهن البشري هايتر. قبل أن ينفصلوا، شاهدو معًا نيازك العصر، وهي زخة نيزكية تحدث مرة كل خمسين عامًا. توافق فريرين على رؤيتهم مرة أخرى وبمكان لديه اطلاله أفضل في المرة التالية التي يحدث فيها الحدث السماوي. ثم تغادر فريرين وتسافر حول العالم بحثًا عن المعرفة السحرية.
تعود فريرين إلى العاصمة بعد خمسين عامً، لكن الإنسانية تغيرت، وتقدّم رفاقها السابقون في السن بشكل واضح. بعد رحلة أخيرة لرؤية زخات الشهب، مات هيمل بسبب كبر سنه. خلال الجنازة، أعربت فريرين عن شعورها بالندم لعدم محاولتها قضاء المزيد من الوقت معه. ثم تقوم فريرين بزيارة رفاقها السابقين الآخرين. وتقبل طلب لتعليم ورعاية فيرن، وهي طفلة يتيمة تبناها هايتر. كما أنها تتلقى دعوة للسفر إلى أقصى الشمال، إلى مثوى الأرواح، ورؤية هيميل مرة أخرى لتوديع البطل بشكل مناسب والتعبير عن مشاعرها. لتلبية هذه الطلبات، تنطلق فريرين في رحلة مع فيرن بينما لا تزال تسعى إلى متابعة شغفها بتعلم السحر.

## الشخصيات
- فريرِن (フリーレン, Furīren)

أداء صوتي: أتسومي تانيزاكي
- فيرن (フェルン, Ferun)

أداء صوتي: كانا إيتشينوسي
ساحرة بشرية شابة رباها الكاهن الشهير هايتر، وتدربت على يد فريرن. على الرغم من كونها مراهقة، إلا أن فيرن تتمتع بطبيعة جادة، وغالبًا ما تتولى دور الأم مع فريرن، حيث توقظها في الصباح، وتلبسها وتعتني بها. دفعها امتنانها تجاه هايتر إلى تعلم السحر لتظهر له أنها ستكون قادرة على الاعتناء بنفسها. ترافق فريرن في مغامرتها الجديدة بدون هدف محدد.
- ستارك (シュタルク, Shutaruku)

أداء صوتي: تشياكي كوباياشي
شاب بشري ينحدر من عشيرة من المحاربين وتلميذ أيزن يعاني حالة مزمنة من الجبن. على الرغم من امتلاكه الكثير من الموهبة والقوة والتدريب الكافي، إلا أنه يشك في نفسه باستمرار. ينضم إلى فريرن وفيرن في رحلتهما بهدف عيش مغامراته الخاصة حتى يتمكن من العودة إلى أيزن وإخباره بكل ما اختبره.
- هايتر (ハイター, Haitā)

أداء صوتي: هيروكي توتشي
صديق طفولة هيميل و"الكاهن الفاسد" في مجموعة الأبطال. إنه شخص ساخر إلى حد ما ومدمن خمر، وطبيعته أكثر أنانية من طبيعة هيميل، لكنه أيضًا يستلهم منه. بمجرد هزيمة سيد الشياطين، عاد إلى المدينة المقدسة، وأصبح في النهاية أسقفًا. بعد سنوات من وفاة صديقه، تمكن من إنقاذ فيرن، فتاة يتيمة، ورعايتها حتى تمكن من خداع فريرن لتصبح معلمتها. وبعد وقت قصير توفي.
- هيمّيل (ヒンメル, Hinmeru)

أداء صوتي: نوبوهيكو أوكاموتو
البطل الأسطوري الذي هزم ملك الشياطين مع رفاقه كان رجلاً لطيفًا ورحيمًا، على الرغم من غروره. تفانيه في حماية الآخرين أصبح مصدر إلهام لزملائه المغامرين. بغض النظر عن التفاتاته على الطريق واستمتاعه الزائد باللحظات الصغيرة، كان هيميل بطلاً حقيقياً حتى يوم موته. كان هو الشخص الذي أشعل رحلة بحث فريرن الطويلة عن السحر، وموته أيضًا أثار رغبة فريرين في التواصل بشكل أفضل مع البشرية وفهمها.
- آيزن (アイゼン, Aizen)

أداء صوتي: يوجي أويدا
العضو الوحيد في مجموعة الأبطال إلى جانب فريرن الذي لا يزال على قيد الحياة. لقد كان محاربًا قويًا أدى دور الدبابة. من بين الكلمات القليلة ولكن الحادة، يتمتع أيزن بقوة خارقة ومهارة كبيرة في القتال. على الرغم من أنه يتمتع أيضًا بعمر طويل، إلا أنه يدرك أنه فقد قدراته وبالتالي درب خليفته، ستارك، على الرغم من أنهما افترقا بعد جدال. كلف فريرين بالعثور عليه وتجنيده في مجموعة المغامرين الجديد.
- أورا (アウラ)

أداء صوتي: أيانا تاكيتاتسو
- كوال (クヴァール, Kuvāru)

أداء صوتي: هيروكي ياسوموتو
هو شيطان يحمل لقب "الحكيم الأكبر للفساد" ويستخدم سحر خاص يسمى زولتراك لقتل الناس.
- لوغنر (リュグナー, Ryugunā)

أداء صوتي: جونيتشي سوابي
- ليني (リーニエ, Rīnie)

أداء صوتي: ماناكا إيوامي
- درات (ドラート, Dorāto)

أداء صوتي: كوكي أوسوزو
- زاين (ザイン, Zain)

أداء صوتي: يويتشي ناكامورا
هو الأخ الأصغر لكاهن التقته فريرن بكنيسة في إحدى قرى غابة ألتو في بلدان الشمال. يستخدم السحر المتقدم الذي يُزيل السموم التي يصعب علاجها بسهولة، مما أثارت موهبته الطبيعية دهشة فريرن. على الرغم من كونه راهباً، إلا أنه يهوى المرح.
- فلامي (フランメ, Furanme)

أداء صوتي: أتسوكو تاناكا
وهي مدربة بطلة القصة فريرين، وساحرة عظيمة معترفٌ بها كبطلة في التاريخ.
- كرافت (クラフト, Kurafuto)

أداء صوتي: تاكيهيتو كوياسو
وهو راهب من شعب الإلف.
- ستولتز (シュトルツ, Shutorutsu)

أداء صوتي: تاكويا إيغوتشي
وهو أخ ستارك الأكبر.
- زعيمة قرية السيف (剣の里の里長)

أداء صوتي: كونومي كوهارا

## مسلسل الأنمي
اقتبست سلسلة المانغا إلى مسلسل أنمي تلفزيوني من إخراج كييتشيرو سايتو، وانتاج ستوديو مادهاوس، وكتابة السيناريو توموهيرو سوزوكي، وتصميم الشخصيات وإخراج التحريك من قبل ريكو ناغاساو. والتنسيق الفني من قبل ساواكو تاكاغي، وإخراج مشاهد الأكشن من قبل تورو إيواساوا، وإخراج الصوت من قبل شوجي هاتا، والموسيقى من قبل إيفان كول، والإخراج ثلاثي الأبعاد من قبل شيغينوري هيروزومي. عرض في 29 سبتمبر 2023 واستمر حتى مارس 2024 بإجمالي 28 حلقة.

## الجوائز والترشيحات
بعد عام واحد فقط من تسلسلها، حققت الجائزة الكبرى في الدورة الرابعة عشرة لجوائز تايشو للمانغا وجائزة المبدع الجديد في الدورة الخامسة والعشرين لجائزة أوسامو تيزوكا الثقافية. تلقت أيضًا ترشيحات في جائزة المانغا الجديدة، وجائزة مانغا اليابان الإلكترونية، وجائزة كودانشا للمانغا في الدورة الخامسة والأربعين، وجائزة كوميك تسوتايا في الدورة الخامسة، وجائزة المانغا القادمة في الدورة السابعة. رشحت مرة أخرى كأفضل شونين في جوائز كودانشا مانغا الـ46 في عام 2022. وفي هذا العام، حصلت على جائزة توصية أفضل مانغا "أرغب في توصيلها للعالم!" في جوائز إي-بوك مانغا لراكوتن كوبو.
| قائمة الجوائز والترشيحات | قائمة الجوائز والترشيحات | قائمة الجوائز والترشيحات                | قائمة الجوائز والترشيحات    | قائمة الجوائز والترشيحات | قائمة الجوائز والترشيحات |
| السنة                    | الجائزة                  | الفئة                                   | المستلم                     | النتيجة                  | م.                       |
| ------------------------ | ------------------------ | --------------------------------------- | --------------------------- | ------------------------ | ------------------------ |
| 2025                     | جائزة طوكيو للأنمي       | أفضل مسلسل                              | فريرن: ما وراء نهاية الرحلة | فوز                      | [ 13 ]                   |
| 2025                     | جوائز كرانشي رول للأنمي  | أنمي العام 2025                         | فريرن: ما وراء نهاية الرحلة | رُشِّح                      | [ 14 ]                   |
| 2025                     | جوائز كرانشي رول للأنمي  | أفضل سلسلة أنمي جديدة                   | فريرن: ما وراء نهاية الرحلة | رُشِّح                      | [ 14 ]                   |
| 2025                     | جوائز كرانشي رول للأنمي  | أفضل تحريك                              | فريرن: ما وراء نهاية الرحلة | رُشِّح                      | [ 14 ]                   |
| 2025                     | جوائز كرانشي رول للأنمي  | أفضل تصميم شخصيات                       | فريرن: ما وراء نهاية الرحلة | رُشِّح                      | [ 14 ]                   |
| 2025                     | جوائز كرانشي رول للأنمي  | أفضل مخرج                               | كيتشيرو سايتو               | فوز                      | [ 14 ]                   |
| 2025                     | جوائز كرانشي رول للأنمي  | أفضل فنون خلفية                         | فريرن: ما وراء نهاية الرحلة | فوز                      | [ 14 ]                   |
| 2025                     | جوائز كرانشي رول للأنمي  | أفضل أنمي درامي                         | فريرن: ما وراء نهاية الرحلة | فوز                      | [ 14 ]                   |
| 2025                     | جوائز كرانشي رول للأنمي  | أفضل شخصية رئيسية                       | فريرن                       | رُشِّح                      | [ 14 ]                   |
| 2025                     | جوائز كرانشي رول للأنمي  | أفضل شخصية مُساندة                       | فرين                        | فوز                      | [ 14 ]                   |
| 2025                     | جوائز كرانشي رول للأنمي  | أفضل شخصية مُساندة                       | هيميل                       | رُشِّح                      | [ 14 ]                   |
| 2025                     | جوائز كرانشي رول للأنمي  | أفضل "شخصية يجب حمايتها مهما كلف الأمر" | فريرن                       | رُشِّح                      | [ 14 ]                   |
| 2025                     | جوائز كرانشي رول للأنمي  | أفضل أغنية أنمي                         | فريرن: ما وراء نهاية الرحلة | رُشِّح                      | [ 14 ]                   |
| 2025                     | جوائز كرانشي رول للأنمي  | أفضل موسيقى تصويرية                     | فريرن: ما وراء نهاية الرحلة | رُشِّح                      | [ 14 ]                   |
| 2025                     | جوائز كرانشي رول للأنمي  | أفضل أداء صوتي - اليابانية              | أتسومي تانيزاكي             | رُشِّح                      | [ 14 ]                   |
| 2025                     | جوائز كرانشي رول للأنمي  | أفضل أداء صوتي - الإنجليزية             | مالوري روداك                | رُشِّح                      | [ 14 ]                   |
| 2025                     | جوائز كرانشي رول للأنمي  | أفضل اداء صوتي - اللاتينية الأسبانية    | إريكا أوغالدي               | رُشِّح                      | [ 14 ]                   |
| 2025                     | جوائز كرانشي رول للأنمي  | أفضل اداء صوتي - الإيطالية              | مارتينا فيلي                | رُشِّح                      | [ 14 ]                   |
| 2025                     | جوائز كرانشي رول للأنمي  | أفضل أداء صوتي - القشتالية الأسبانية    | ساندرا فيلا                 | رُشِّح                      | [ 14 ]                   |
| 2025                     | جوائز كرانشي رول للأنمي  | أفضل اداء صوتي - الهندية                | ناتاشا جون                  | رُشِّح                      | [ 14 ]                   |
| 2025                     | جوائز كرانشي رول للأنمي  | أفضل اداء صوتي - الفرنسية               | ماري نونينماشر              | رُشِّح                      | [ 14 ]                   |